# Dave Theurer
David Theurer ist ein US-amerikanischer Spieleprogrammierer. Im Jahre 1980 wurde Theurer durch sein Computerspiel Missile Command bekannt, das zu den Klassikern der Arcade-Spiel-Ära der frühen 1980er Jahre gehört.
Ein weiteres Spiel, das ähnlichen Erfolg hatte und ebenfalls von Theurer entwickelt wurde, ist Tempest. Theurer entwickelte auch I, Robot, das erste kommerzielle Videospiel mit 3-D-Polygon-Grafiken. 
Alle drei Spiele wurden von der Firma Atari vertrieben. 